# Svatý David

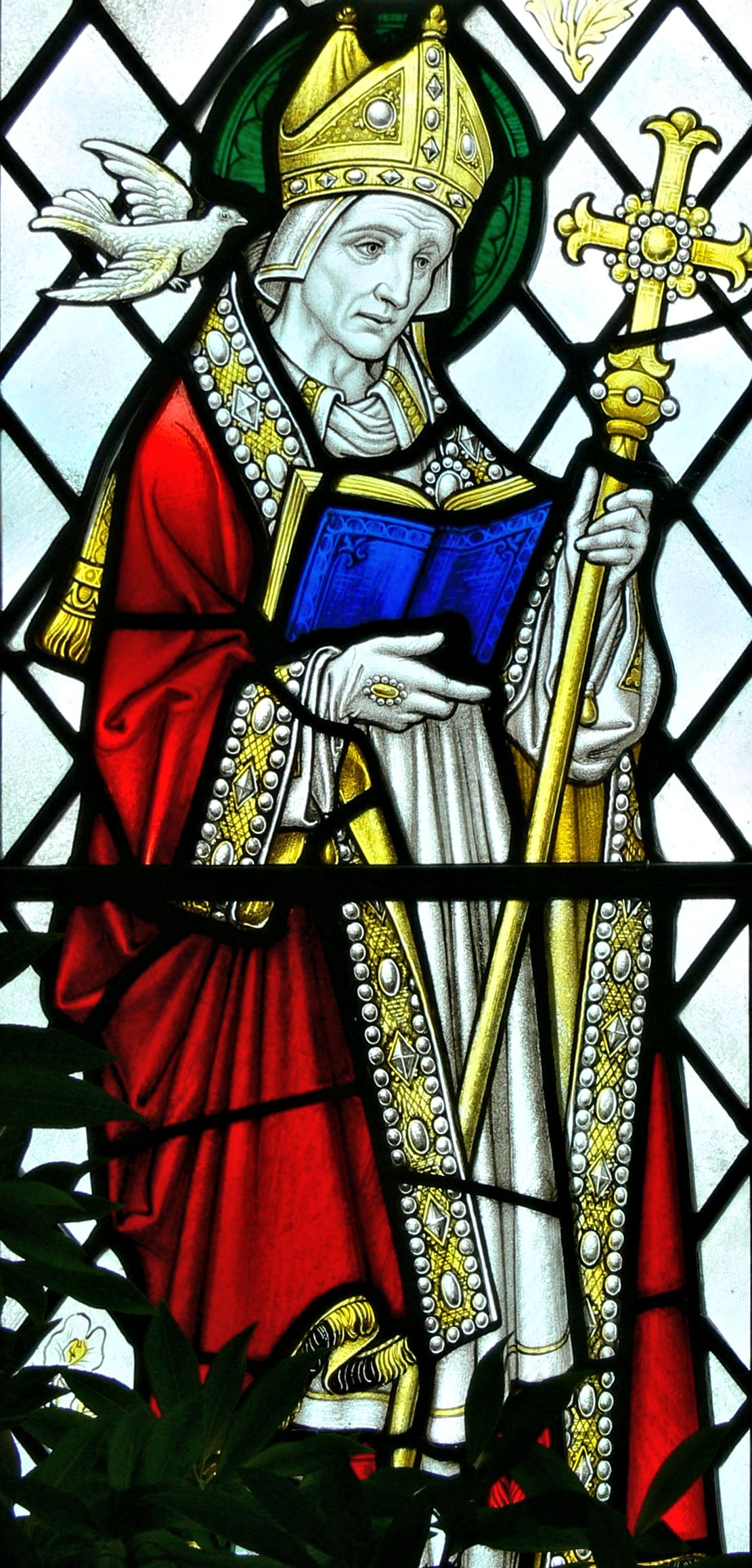
Svatý David na vitráži v pali ve městě St Davids

Svatý David (velšsky Dewi Sant, latinsky Davidus) byl v 6. století zakladatelem kláštera a biskupem z města Menevia na stejnojmenném poloostrově (velšsky Mynyw, latinsky Meneva či Menevia). Tento klášter, město i poloostrov, který je z geografického hlediska nejzápadnějším výběžkem velšského území, byly později přejmenovány na St Davids.
Svatý David je patronem Walesu, kde se 1. března slaví den svatého Davida. Přestože je o jeho životě známo poměrně velké množství informací, datum narození ani úmrtí není jisté. Inspiroval řadu uměleckých děl, velšský skladatel Arwel Hughes po něm například pojmenoval oratorium a Karl Jenkins sborovou skladbu.

## Život
V prvním tisíciletí je David doložen – krom domácích pramenů – také v irských pramenech, což je pochopitelné, neboť mnoho jeho studentů pocházelo z Irska (Aeddan, Modomnoc, Scuithin). Naproti tomu velšská Nenniova Historia Brittonum z devátého století Davida nezmiňuje vůbec, ačkoli se obšírně zabývá jak Patrikem, britským misijním biskupem mezi Iry, tak galským biskupem Germanem, působícím v Británii, a jmenuje i Colum Cilla a Brigit. Nejucelenější Davidův životopis Buchedd Dewi (dále jen BD) napsal až mnich Rhygyvarch na konci jedenáctého století, čerpaje přitom ze starších pramenů, obsahujících i četné fantaskní příběhy, mnohdy variace na staré mýty.
Vyprávění o Davidově nemanželském původu, narození – a zvláště „před-narození“ – jsou půvabnou, ale legendární záležitostí, s jistotou se dá předpokládat pouze tolik, že vyrůstal v Hen Vynyw („Staré ostružiní“), „milostiplný a krásný na pohled“ (BD, 3), byl spřízněn v královskou rodinou v Dyfedu a snad i – po otci – v Ceredigionu. Davidův rodokmen ve Rhygyvarchově legendě (BD, 68) je veden až k nejmenované sestře Marie, Matky Páně, srovnáním s jinými genealogiemi však zjistíme, že míněna je její sestřenice Anna, od níž odvozovali původ britští vladaři „Starého Severu“ (Hen Ogledd).
Po ukončení teologického studiu v monastýru Ty Gwyn a kněžském svěcení začal David zakládat vlastní mnišské osady. Podle Rhygyvarcha jich bylo dvanáct, mezi nimi i Glastonia v „Letní zemi“, jejíž původ William z Malmesbury přisoudil už Ježíšovu učedníku Josefovi z Arimatie. Nejslavnějším a nejmilejším Davidovým monastýrem se ovšem stala dyfedská Menevia.
Život v duchu Davidovy řehole se dá charakterizovat jedním slovem: Prostota. Tvrdě se tam pracovalo v lese i na poli, do pluhu se nezapřahal dobytek, táhli ho sami mniši, po skončení tělesné práce následovalo samostudium v celách a přepisování knih, pak modlitba v kostele, skromná večeře, sestávající zpravidla z chleba, zeleniny (především pórku), soli a vody, následovala tříhodinová modlitba, pak krátký spánek. V komunitě platilo, že bratři „mají všechno společné. Nic není ,moje‘ nebo ,tvoje‘ a každý, kdo by se pokusil říci třeba ,moje kniha‘ nebo něco podobného, byl by podroben tvrdému pokání. Byli zvyklí nosit prosté oděvy, zejména kůže“ (BD, 28). Velký důraz se kladl na duchovní doprovázení, o všech věcech, jakkoli obyčejných, se radili mniši s Davidem. On sám měl rovněž svého „přítele duše“ (periglour), který naslouchal jeho zpovědím a duchovně ho vedl. Byl jím poustevník Justinián z ostrova u pobřeží Dyfedu (dnes Ramsey Island). David vědomě navazoval na tradici egyptských pouštních mnichů (BD, 31).
„Když se tedy roznesla pověst o dobrém jménu svatého Davida, králové a princové světa tohoto opouštěli svá království a vyhledávali jeho monastýr. Proto také Konstantin, král cornwallský, opustil své království a sklonil pyšnou šíji, dříve nezkrotnou, v pokorné poslušnosti tohoto otce. A když tento životní styl následoval po dlouhou věrné služby, založil nakonec sám monastýr v jiné daleké zemi.“ (BD, 32) Konstantin je téměř jistě totožný z vladařem Dumnonie, kterého ve svém díle „O dobytí a pádu Británie“ (28.29) poeticky oslovuje jeho současník Gildas jako „tyranské mládě nečisté domnonijské lvice“. Vyčítá mu zločiny, z nich snad nejodpornějším byla úkladná vražda dvou chlapců z královské rodiny, kterou na nich vlastnoručně spáchal, když se v kostele modlili před stolem Páně. Konstantinovo pokání a odchod do monastýru se sice zdá věrohodným, rok obrácení 589, uváděný Velšskými letopisy je však příliš pozdní, muselo k tomu dojít mnohem dříve.
Rhygyvarch vypráví, že Davida se někteří z jeho mnichů pokusili zavraždit otráveným chlebem (BD, 37.38) a jeho irského studenta Modomnoca napadl ve vzteku sekerou mnich, obviněný z lenosti (BD, 41). Přestože tyto příběhy mají vypovídat přednostně o Davidově moci konat divy, dosvědčují zároveň, že život v jeho společenství nebyl zdaleka prost napětí a konfliktů.
Davidovo působení naráželo zřejmě i na odpor okolí. Tak čteme (BD, 16–19) o irském náčelníkovi a druidovi, jménem Bwya, který komunitě mnichů systematicky škodil, nakonec však zahynul rukou lstivého vraha a jeho pevnost sežehl „oheň z nebe“. Podobně dopadl „nebeský oheň“, podle Nennia (Historia Brittonum, 34, 47), i na pevnosti jiných tyranů – Benliho a Vortigerna – kteří se stavěli na odpor biskupu Germanovi. Nemusí však jít nutně o kolující legendární motiv, k roku 812 je například bezpečně doložena zkáza paláce gwyneddských králů v Degannwy, právě po zásahu blesku.
Zajímavá je v Rhygyvarchově hagiografii epizoda o Bwyově dceři, kterou macecha vyláká do údolí říčky Alun na ořechy. „A bezelstná dívka, která od svého dětství žila zbožně a zdrženlivě uprostřed davu nejhorších žen, složila neškodnou hlavu do macešina klína. Ale ta zuřivá macecha rychle vytáhla nůž a uřízla hlavu té přešťastné panny. Její krev tekla na zem, odkud vytryskl průzračně tekoucí pramen a uzdravoval v hojnosti četné lidské neduhy, toto místo lidé dosud nazývají „Merthyr Dunod.“ (BD, 18). Příběh má četné varianty v keltských oblastech a vražedné macechy – ba i vlastní matky – hrají důležitou úlohu v mýtech, legendách a v pohádkách. V mýtech se zavražděná dívka stane bohyní (Sabrina), v legendě světicí (Juthwara), v pohádce je zázračně oživena (Zlatý strom). Rhygyvarchova verze přirozeně představuje druhý případ.
Na rozdíl od jiných keltských světců není David spojován s divou zvěří (jelen, divočák), ale překvapivě s domestikovaným koněm. Ten jeho dokázal cválat po moři jako po souši (BD, 39), což je vlastnost, kterou sdílel s mytickým Enbarrem, ořem irského božstva Manannána Mac Lir. Podivná úcta, prokazovaná Davidovu koni v Irsku (BD, 40), snad proto odkazuje k předkřesťanské modloslužbě.
Podle legendy putoval David se dvěma jinými mnichy – bratrancem Eiluddem (Teilo) a bretaňským rodákem Padarnem do Jeruzaléma. „V noci před jejich příchodem se zjevil patriarchovi ve snu anděl a řekl mu: ,Tři muži obecné církve přicházejí z nejzazších končin Západu, přijmi je pohostinně, radostně a s milostí, a vysvěť je pro mě na biskupy‘.“ (BD, 46) Zprávu o jeruzalémském svěcení potvrzuje i „Život svatého Padarna“ (20), a – velmi obšírně – „Život svatého Teila“ (IX.). Patriarcha pak nové hierarchy obdaroval oltářem, berlou, zvoncem a dalmatikou. Dary do Británie přenesli andělé a „proto je prostý lid nazývá ,dary z nebe‘“ (BD, 48). Připomínám, že – podle legendy – sám Kristus věnoval opatu Carannogovi oltář „barvy, jejíž jméno nelze vyjádřit“. („První život svatého Carannoga“, §3) Zřejmě se jednalo v obou případech o přenosné mensy, používané putujícími duchovními ke slavení eucharistické slavnosti.
Vyprávění svědčí jak o poutnickém duchu keltských křesťanů, tak o kontaktu britské církve s církvemi východními. Ačkoli Rhygyvarchovým záměrem bylo poukázat na jistou nezávislost velšských biskupství – a Davidova arcibiskupství především – na anglosaském stolci v Canterbury, nelze s jistotou tvrdit, že se jedná pouze o tendenční fikci. Poutě do Svaté země tvořily neoddělitelnou součást keltské spirituality a silné vazby na církve Východu právě tak.
Na synodu v Llan Dewi Brefi, svolaném britským duchovenstvem (kolem roku 545) k reorganizaci církve a k odsouzení Pelagiovy hereze, došlo k Davidovu nejslavnějšímu zázraku: během promluvy pod ním náhle vyrostl kopec a na jeho rameno usedla holubice, symbol Ducha svatého. (Kopec a holubice jsou Davidovými atributy na ikonách.) „Potom požehnal a všechna ústa jej velebila, se souhlasem všech biskupů, králů, princů, náčelníků a všech vrstev celého britského rodu, byl učiněn arcibiskupem a jeho monastýr vyhlášen metropolí celé země.“ (BD, 53) Když brzy nato však postihl Británii a Irsko „žlutý mor“ (Pestis Flava), odešel do Bretaně, kde pobyl několik let. Po návratu se znovu zapojil do zakládání monastýrů a pastorace. Navštívil Irsko a kolem roku 569 předsedal jako metropolita britské církve synodu v Caerleonu.
Rhygyvarchova legenda Davidovi připisuje pozoruhodně vysoký věk, sto čtyřicet sedm let (BD, 58), a to nesouhlasí ani s – pro toto období velmi nespolehlivými – Velšskými letopisy, které zaznamenávají Davidovo narození k roku 458 a skon kladou do roku 601. David zemřel v úterý 1. března, což odpovídá roku 589, uváděnému v Kronice (irských) Skotů a v Letopisech z Inisfallen: „Quies Dauid Cille Muine“.
„A tak bylo“ – píše Rhygyvarch – „jeho tělo neseno svatými bratry, s úctou odevzdáno zemi a pohřbeno ve vlastním monastýru, jeho duše však, neomezena plynoucím časem, je korunována na věky věků.“ (BD, 65) David byl natolik významnou duchovní osobností, že ho pozdně středověká tradice učinila jedním ze tří biskupů britonského hrdiny Artuše.